# Book fotografico

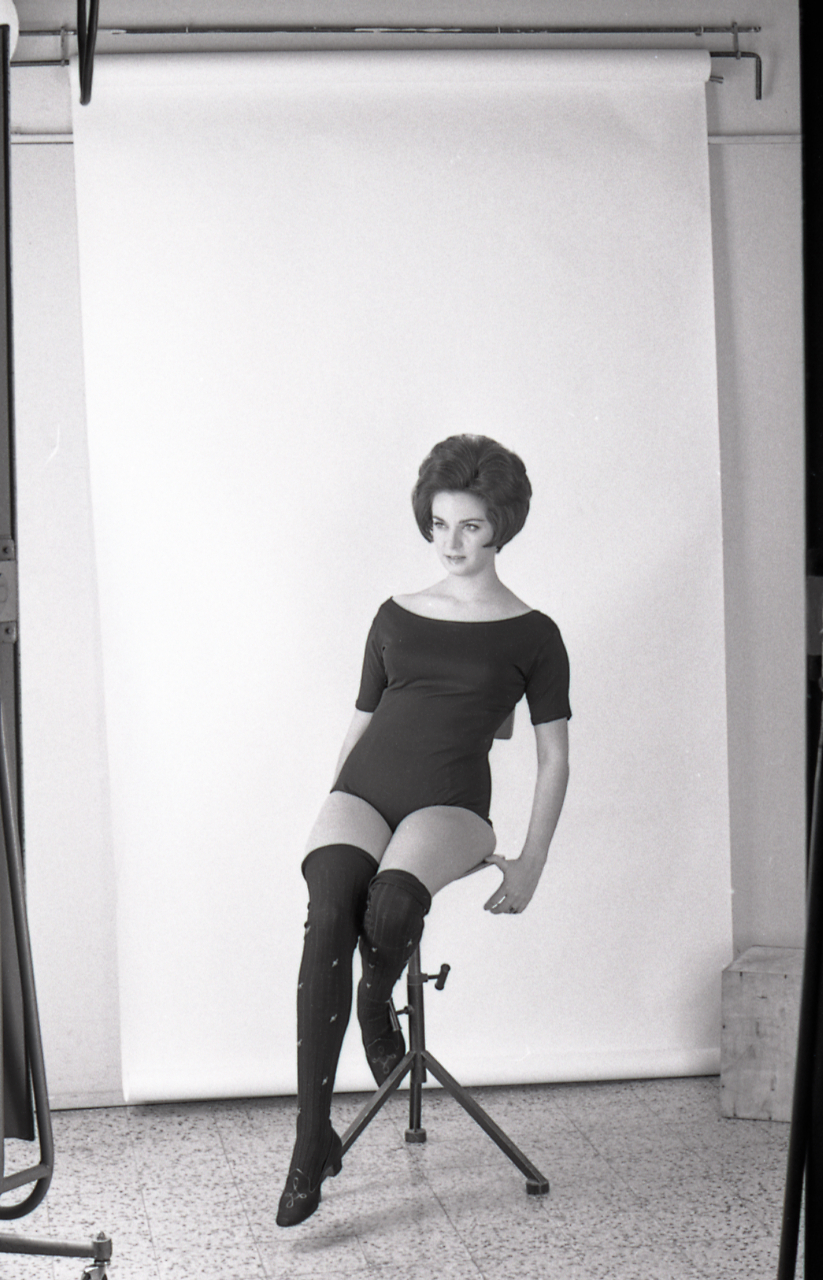
Erika Jorger (rappresentante italiana per Miss Universo 1965) fotografata da Paolo Monti in studio nel 1964 per un book fotografico

Il book fotografico, anche chiamato semplicemente book, è un album fotografico che raccoglie una serie di fotografie del modello, o aspirante tale, e che ha lo scopo di fornire una idea su quali siano le principali caratteristiche fisiche ed espressive del soggetto o per esporre un abito o un oggetto di vendita esposto dal modello. Le fotografie utili ad un book sono realizzate esclusivamente da un fotografo di moda professionista, e rappresentano il principale sistema di conoscenza di un modello da parte delle varie agenzie di moda. Nel caso dei modelli professionisti il book viene aggiornato di volta in volta con gli scatti relativi ad i lavori più recenti, ed eventualmente le copertine o i servizi per riviste del settore, che si vanno ad aggiungere alle foto dei primi lavori (tear sheet)
Per abbattere gli alti costi relativi alla realizzazione di un book, spesso gli aspiranti modelli e modelle ricorrono al Time For Print, una collaborazione con il fotografo, che esegue gratuitamente il proprio servizio, mantenendo però nel proprio portfolio gli scatti al soggetto.